# Irena Bieńkowska
Irena Bieńkowska – polska muzykolog, profesor w Instytucie Muzykologii UW. Córka politologa i historyka Czesława Bieńkowskiego. W obszarze jej zainteresowań naukowych leży kultura muzyczna Rzeczypospolitej XVII i XVIII wieku ze szczególnym uwzględnieniem dziejów patronatu magnaterii świeckiej. Drugim polem jej działalności naukowej jest edytorstwo muzyczne. Przygotowała do wydania partytury ponad 40 kompozycji autorstwa muzyków związanych z dworami polskich magnatów i duchownych dostojników.
Uzyskała tytuł magistra w Instytucie Muzykologii UW na podstawie pracy Kultura muzyczna na dworze Michała Kazimierza Radziwiłła „Rybeńki” (1702–1762) w Nieświeżu pisanej pod kierunkiem prof. Mirosława Perza (1994). Doktoryzowała się na podstawie rozprawy Muzyka Giovanniego Battisty Coccioli pisanej pod kierunkiem prof. Mirosława Perza (1999, wyd. 2004), a habilitację uzyskała na podstawie książki Muzyka na dworze księcia Hieronima Floriana Radziwiłła (2013, wyd. II 2015).

## Prace naukowe

### Wydania
- (wspólnie z Mirosławem Perzem) Adam z Wągrowca SOCist (†1629). Utwory organowe z intawolatury żmudzkiej (Ms Lt-Vn 105-67). Edycja synoptyczna, Warszawa 1999.
- Giovanni Battista Cocciola. Dzieła zebrane, Warszawa 2004.
- Anonim. Completorium a 9 Chori Collegii Sandomiriensis Societatis Jesu, ed. Irena Bieńkowska, Warszawa: Wydawnictwo Naukowe Sub Lupa 2017 (=Fontes Musicae in Polonia, C/III).
- Sonaty Francesca Marii Cattaneo (1697–1758) oraz finali i duetto z rękopisu tarnowskiego (PL-TA 23), wstęp i opracowanie Irena Bieńkowska, Warszawa: Instytut Muzykologii Uniwersytetu Warszawskiego, Wydawnictwo Naukowe Sub Lupa 2018 (= Musica Revelata, M/1).
- Sei Concerti a flauto traversiere obligato z rękopisu tarnowskiego (PL-TA 49–54), wstęp i opracowanie Irena Bieńkowska [Sei Concerti a flauto traversiere obligato from the Tarnów manuscript (PL-TA 49-54) edited with introduction by Irena Bieńkowska], Warszawa: Instytut Muzykologii Uniwersytetu Warszawskiego, Wydawnictwo Naukowe Sub Lupa 2019 (= „Musica Revelata”, M/2).

### Monografie
- Muzyka na dworze księcia Hieronima Floriana Radziwiłła, Wydawnictwa Uniwersytetu Warszawskiego, Warszawa 2013, 2015.